# Жанакалинский сельский округ (Западно-Казахстанская область)
Жанакалинский сельский округ — административно-территориальное образование в Жангалинском районе Западно-Казахстанской области.

## Административное устройство
1. село Жангала